# Tomáš Loužný
Tomáš Loužný (* 23. května 1991, Praha) je český divadelní a rozhlasový režisér, dramatik, dramaturg a překladatel.

## Život
Vystudoval humanitní studia na UK, teorii a kritiku a poté režii na katedře činoherního divadla na DAMU. První divadelní režií a zároveň divadelní adaptací byli Synáčci podle knihy Zmatky chovance Törlesse. Zde také začala jeho spolupráce s dramaturgyní Marií Novákovou. Inscenace měla premiéru roku 2017 ve Vile Štvanice. Od té doby spolupracuje s nezávislým divadelním sektorem (Tygr v tísni, Divadlo X10, MeetFactory, Divadlo na cucky) i kamennými divadly (například Národní divadlo v Praze, Městská divadla pražská, Činoherní studio v Ústí nad Labem, Švandovo divadlo či Národní divadlo v Praze). 
Píše pro divadlo a rozhlas. Zkoumá hranice moci a přítomnost násilí ve vztazích – do této linie lze zařadit inscenace Synáčci, Funny Games v Činoherním studiu v Ústí, nebo Komedie Jack staví dům v divadle Komedie, ve které spolu s Lenkou Dombrovskou skrze film Larse von Triera tematizoval toleranci vůči násilí a neschopnost ho adekvátně potrestat. Násilí zkoumá i z intimnější stránky, o což se pokusil v inscenaci textu Johanny Kaptein Historka o sv. Magdě v Divadle Aréna v Ostravě. Spolupracoval s platformou Audiotéka na hře Skutečné problémy, ve které nahlíží v žánru komedie přezíravost vůči klimatické krizi. V podobném tématu pokračoval i ve hře Bílý karibu, kterou napsal s Marii Novákovou pro Činoherní studio. S Novákovou také spolupracoval na inscenaci Šílený Herkules v rámci festivalu antické Štvanice. Pokusili se spolu ukázat temné stránky hrdinství a nádechu toxické maskulinity, která ho obklopuje. Důležitou součástí inscenace byla i hudba v podání experimentální rapové skupiny P/\ST, která za ní obdržela v roce 2020 cenu divadelní kritiky. 
Jako autor dvakrát zvítězil v soutěži o krátkou divadelní hru vyhlašovanou Knihovnou Václava Havla v New Yorku (2017 a 2018). Ve vítězných hrách Hosté a Výměna se pokusil tematizovat absurdní postoj mnohých Evropanů k migraci. Jako cenu získal možnost poznat divadelní studium na New York University a na berlínské divadelní akademii Ernst Busch. V roce 2020 zvítězil v soutěži Českého rozhlasu Rádio Drama se svou částečně autofikční hrou Vyvolený, která pojednává o šikaně a o tom, jak se naučit odpouštět. V rámci studia získal možnost stáže v Evropské parlamentu a rozhodl se ji využít, aby pochopil, jak to v centrále evropské moci vypadá a opravil si nejeden předsudek o této kritizované instituci. Od té doby se považuje nejdříve za Evropana a až pak za Čecha. Je členem skupiny Dílo. 

## Divadelní režie
2017 
- Synáčci, Tygr v tísni

2018 
- Cizinec hledá byt, Divadlo DISK
- Jenom konec světa, Malá scéna divadla J. K. Tyla v Plzni

2019 
- CAMPQ, Divadlo Letí
- Hilda, Divadlo X10, Praha
- Funny Games, Činoherní studio v Ústí nad Labem

2020 
- Šílený Herkules, Antická Štvanice, Tygr v tísni
- Přes čáru, Divadlo Rokoko, Městská divadla Pražská, Praha

2021 
- Vyšlapaná čára, MeetFactory, Praha
- Druzí lidé, Divadlo X10, Praha
- Stigmata, Divadlo Komedie, Praha

2022 
- Dějiny násilí, Švandovo divadlo, Praha
- Vstup zakázán, Divadlo na cucky, Olomouc
- Hercules, Michael Cacoyannis Foundation Theatre, Athény

2023 
- Komedie Jack staví dům, Divadlo Komedie, Praha
- Extáze, MeetFactory, Praha
- Bílý Karibu, Činoherní studio Ústní nad Labem

2024
- Paní Bovaryová, Národní divadlo v Praze
- Historka o sv. Magdě, Komorní scéna Aréna, Ostrava

2025
- BLAHObytí, Divadlo na cucky, Olomouc